# Кабінет доктора Калігарі
«Кабіне́т до́ктора Каліга́рі» (нім. Das Cabinet des Dr. Caligari) — класичний німий фільм, що започаткував німецький експресіонізм. Перший в історії кінофільм, який передавав на екрані змінені стани людської свідомості. Прем'єра фільму відбулася в Берліні 26 лютого 1920 року, він мав грандіозний успіх в усьому світі.

## Сюжет
У саду на лавочці сидять двоє досить зажурених чоловіків. Один з них, літній, повідомляє своєму молодшому співрозмовникові, Францу (Фрідріх Фейєр), що їх оточують духи, які не дають йому повернутися додому, до дружини і дитини. На садовій доріжці з'являється дівчина (Ліль Даговер) у вільній білій сукні, схожій на саван, і відчужено проходить повз. Франц розповідає, що це була його наречена і що на їх долю випали жахливі переживання, розповідь про яких слідує далі.
Все почалося в маленькому містечку Хостенвіллі на щорічному ярмарку, на якому уперше з'явився таємничий доктор Калігарі (Вернер Краус). Він прийшов в міську управу за дозволом показати на ярмарку свою дивину — сомнамбулу. Галасливий чиновник примушує доктора довго чекати, а потім виявляється, що потрібно звертатися не до нього. Вночі відбувається перше таємниче вбивство — чиновника знаходять зарізаним в його спальні.
Молода людина на ім'я Алан (Ханс Генріх фон Твардовскі) спокушається на заклики ярмаркових листівок і умовляє свого приятеля Франца піти з ним. На ярмарку вони заходять у балаган під назвою «Кабінет доктора Калігарі», де доктор показує публіці сомнамбулу Чезаре (Конрад Фейдт), який спить ось уже 23 роки і прокидається тільки за наказом Калігарі. Калігарі стверджує, що Чезаре ясновидець і може передбачати майбутнє, і пропонує публіці ставити йому питання. Алан запитує у Чезаре, скільки йому залишилося жити. Чезаре відповідає, що Алану залишилося жити лише до світанку.
Ввечері приятелі повертаються з ярмарку і зустрічають красуню Джейн, в яку обоє миттєво закохуються. Вони домовляються, що кого б з них дівчина не вважала кращим, вони залишаться друзями. Вночі невідомий пробирається в спальню Алана і вбиває його. Дізнавшись про загибель друга, приголомшений Франц згадує про пророцтво Чезаре. Він повідомляє поліцію про свої підозри. Потім він іде до Джейн і розповідає про загибель Алана їй. Батько Джейн, доктор Олсен, обіцяє добитися дозволу на допит Чезаре.
Наступної ночі на місці злочину спійманий вбивця, і усі вирішують, що попередні злочини скоєні ним же. Повідомлення про це перериває затіяне Францем і доктором Олсеном розслідування, коли вони вже прийшли до Калігарі і намагаються розбудити сомнамбулу. Давши Калігарі і Чезаре спокій, вони вирушають у поліцейський відділок, щоб бути присутнім при дізнанні. Проте спійманий вбивця стверджує, що він не має стосунку до перших двох убивств — навпаки, він розраховував, що його злочин також спишуть на таємничого нічного вбивцю.
Джейн, не дочекавшись повернення Франца і батька, сама вирушає на ярмарок. Калігарі запрошує її в шатер і лякає, показуючи Чезаре, що прокинувся. Джейн втікає. Вночі Франц пробирається на ярмарок, заглядає у віконце фургона і бачить Калігарі, який спить, сидячи поряд з Чезаре, що нерухомо лежить. Франц залишається чергувати біля фургона.
Але в цей же самий час Чезаре крадеться вулицями міста, зливаючись з тінями. З ножем в руці він пробирається в спальню до Джейн. Проте замість того, щоб убити її, він, уражений її красою, викрадає її і виносить дахами будинків. Крики Джейн будять доктора Олсена. Той піднімає тривогу. Рятуючись від гонитви, знесилений Чезаре кидає дівчину і потім сам втрачає свідомість.
Дізнавшись від Джейн, що на неї напав Чезаре, Франц ніяк не може їй повірити — адже він весь цей час стежив за Калігарі і Чезаре. Він переконується, що спійманий вбивця як і раніше сидить у в'язниці, і повертається з поліцейськими на ярмарок. Вони вимагають, щоб Калігарі пред'явив їм сомнамбулу. Виявляється, що в ящику лежить не Чезаре, а лялька, що зображує його. Калігарі втікає і ховається від переслідуючого його Франца в психіатричній лікарні. Франц довідується у лікарів, чи є у них пацієнт на ім'я Калігарі. Йому пропонують поговорити з директором клініки, яким виявляється сам Калігарі.
Франц розповідає лікарям про те, що сталося у місті. Вночі вони обшукують кабінет директора клініки і знаходять старовинний трактат про сомнамбулізм з оповіддю про доктора Калігарі, який в 1703 році у Північній Італії організував серію вбивств руками сомнамбули Чезаре, а також щоденник директора, де той пише про досліди з сомнамбулою і про те, що сплячого можна змусити робити все що завгодно проти його волі. Дізнавшись про таємниці сомнамбулізму, мріє в щоденнику директор, він зможе стати новим Калігарі.
У цю мить приходить санітар і повідомляє, що сомнамбулу знайшли мертвим у лісі. Франц пред'являє Чезаре директорові клініки і вимагає, щоб той визнав, що Калігарі — це він. Директор впадає у буйність, на нього надягають гамівну сорочку. «Відтоді, — закінчує Франц свою розповідь, — божевільний так і сидить у своїй клітці».
Франц і його співрозмовник входять в загальну залу психіатричної клініки, де знаходяться Джейн, Чезаре і інші психічно хворі. Франц запитує Джейн, коли ж вона вийде за нього заміж, але дівчина відповідає, що «королеви не повинні наслідувати веління своїх сердець», вона божевільна. У залу спускається директор клініки, якого Франц звинувачує в тому, що він, — той самий Калігарі. На Франца надівають гамівну сорочку. Він — божевільний, і уся його розповідь — маячні видіння.
Директор клініки говорить, що тепер, зрозумівши характер манії Франца, він може йому допомогти. Директор надягає окуляри і стає схожим на Калігарі.

## В ролях
- Вернер Краус — доктор Калігарі
- Конрад Фейдт — Чезаре
- Фрідріх Фейєр — Франц
- Ліль Даговер — Джейн Олсен, наречена Франца
- Ханс Генріх фон Твардовскі — Алан
- Рудольф Леттінгер — доктор Олсен

## До початку зйомок

### Сценарій
Сценарій фільму був задуманий Карлом Майером і Гансом Яновіцем як метафора безумства влади, яка ввергає підлеглий їй «сплячий» народ в страшні лиха, — малася на увазі, звичайно, програна Німеччиною світова війна. Крім того, на сценарій зробили вплив твору Гофмана і Стівенсона, фільми «Гомункулус» і «Голем», німецька міфологія. Ім'я «Калігарі» було запозичене з рідкісної книги «Невідомі листи Стендаля». Одного разу французький письменник, щойно повернувшись з поля битви, зустрів у міланському театрі «Ла Скалла» офіцера на ім'я Калігарі. Сценаристам це ім'я сподобалось — і вони вирішили нарікти ним головного антигероя фільму, химерного доктора-психопата.
Також в основу сценарію були покладені особисті переживання сценаристів, їх життєві події і досвід. Наприклад, Яновіц осіннього вечора 1913 року в Гамбурзі випадково забрів в погано освітлений парк розваг. Побачивши красиву дівчину, він попрямував за нею і прийшов у безлюдне місце, дівчина ж зникла в заростях кущів. Коли він вирішив, що вже втратив її, з кущів швидко вийшла і відразу сховалася людина в темному одязі. Наступного дня в газетах повідомлялася новина, що саме в цьому місці була по-звірячому убита молода дівчина. Деякі елементи цієї історії згодом були використані в сценарії.
Карл Майєр також вклав у сценарій елементи свого життєвого досвіду: його психічно хворий батько покінчив життя самогубством, деякий час він був бродягою, працював в театрі, також йому доводилося стикатися з армійськими лікарями-психіатрами.

## Робота над фільмом
Спочатку режисером фільму повинен був стати Фріц Ланг, але він до початку зйомок виявився зайнятий в іншому проекті. Проте саме Лангу належить ідея «закільцювати» сюжет фільму епізодами у божевільні і тим самим кардинально змінити його трактування.
Фільм знімався цілком в далеких від реальності декораціях із спотвореними пропорціями, що пояснюється прагненням зображувати на екрані свідомість психічно хворої людини, що неадекватно сприймає дійсність. Від акторів з тих же причин вимагали гротескно перебільшеної жестикуляції і міміки.

## Протести проти фільму у США
У США, щоб зірвати демонстрацію фільму, конкуренти компанії, яка займалася прокатом, навіть організували марші протесту ветеранів війни під гаслом «не дивитимемося фільми, зняті ворогами Америки».

## Відгуки
- Жан Епштейн:

Увесь цей фільм — декорація, не що інше, як натюрморт, в якому живі елементи знищені помахом кисті— Жан Епштейн
- Сергій Ейзенштейн писав, що усі тенденції експресіонізму зібралися в «Докторові Калігарі»:

цьому варварському святі самознищення здорової людської основи в мистецтві, в цій братській могилі здорових кінематографічних основ, в цьому поєднанні німої історії дії, асортименті розфарбованих полотен, намальованих декорацій, розписаних вулиць, протиприродних зламів і вчинків, жахливих химер.
— Сергій Ейзенштейн
- Кеннет МакГоуен, американський кінокритик:

Цей фільм набагато більш захопливий і такий, що полонить, ніж уся наша незліченна кінопродукція.
- Уіллард Хантінгтон Райт, американський мистецтвознавець:

«Кабінет доктора Калігарі» представляє ту неминучу лінію, за якою розвиватиметься кіно. Перший же американський продюсер, який зрозуміє це і, набравшись розуму і хоробрості, рушить в цьому напрямі, не лише фінансово досягне успіху, але і увійде в історії як по-справжньому значна фігура американської кінопромисловості.

## Фільм у популярній культурі
- Група Bauhaus помістила кадр з фільму на обкладинку свого синглу «Bela Lugosi's Dead[ru]»[7], що вважається першим готик-роковим записом.[8]
- Група Rainbow використала стилістику фільму у своєму кліпі «Can't Let You Go».
- У одній зі сцен фільму «Правила сексу», коли один з головних героїв Шон прийшов до музиканта-наркомана вимагати свій борг в 500 доларів, позаду Шона по телевізору демонструвався цей фільм.
- У мультфільмі «Смішарики. Початок» головного лиходія в телешоу звуть Калігарі.
- Група Rob Zombie використала стилістику фільму у своєму кліпі «Living Dead Girl».
- Група Red Hot Chili Peppers використала візуальну стилістику фільму у своєму кліпі «Otherside[ru]».
- Кадр великим планом ока Чезаре, що відкрилося, використаний як одна з фотографій злочинців в картотеці Шерлока Холмса у фільмі Ігоря Масленникова «Шерлок Холмс і доктор Ватсон».

## Цікаві факти
- Унікальне художнє оформлення фільму і використані в нім декорації створили художники-експресіоністи з групи «Der Sturm» — Герман Варм, Вальтер Рьоріг і Вальтер Райман, які висунули новаторську ідею, що фільми повинні виглядати як «малюнки, що ожили».
- Тім Бертон признався, що цей фільм (разом з «Франкенштейном» Джеймса Уейла (1931) і «Колодязем і маятником» Роджера Кормана (1961) та ін.) дуже вплинув на нього в дитинстві.